# Очиток однорічний
Очиток однорічний (Sedum annuum) — вид трав'янистих рослин родини товстолисті (Crassulaceae), поширений ув Європі та Ґренландії. Етимологія: лат. annuum — «однорічний».

## Опис
Одно- або дворічна трав'яниста рослина заввишки 5–15 см. Стебла прямі, гіллясті від підстави, гілки прямостійні, кінчик згинається вниз. Листки чергові, безчерешкові, рідкісні. Пластини цілком циліндричні, обидві сторони плоскі, гладкі, м'ясисті, спершу зелено-лаймові, пізніше часто з червонувато-коричневими плямами, 6 × 2 мм, верхівки тупі. Суцвіття нещільні 3–15-квіткові, 2–3-розгалужені. Квіти: віночок звичайний (радіально симетричний), (зеленувато) жовтий, прибл. 1 см у ширину; пелюсток п'ять, завдовжки 3–4 мм. Чашолистків 5, вони розпростерті, виразні, зелені, ланцетні, нерівні, 1.5–2.5 × 0.5–1 мм, верх гострий. Тичинок 10. Маточок 5. Плоди 5-дольні, світло-коричневі або жовті багатонасінні листянки.

## Поширення
Європа (Албанія, Вірменія, Австрія, Болгарія, Чорногорія, Хорватія, Фінляндія, Франція, Німеччина, Греція, Швейцарія, Іспанія, Андорра, Ісландія, Італія, Македонія, Норвегія, Росія, Румунія, Словаччина, Словенія, Сербія, Швеція, Туреччина в Європі, Україна); Північна Америка (Гренландія). Населяє скелі, обриви, схили пагорбів, луки, стіни, тундру.
В Україні зростає на скелях в альпійському поясі — у Карпатах. Рослина підлягає особливій охороні на території Закарпатської області.

## Галерея

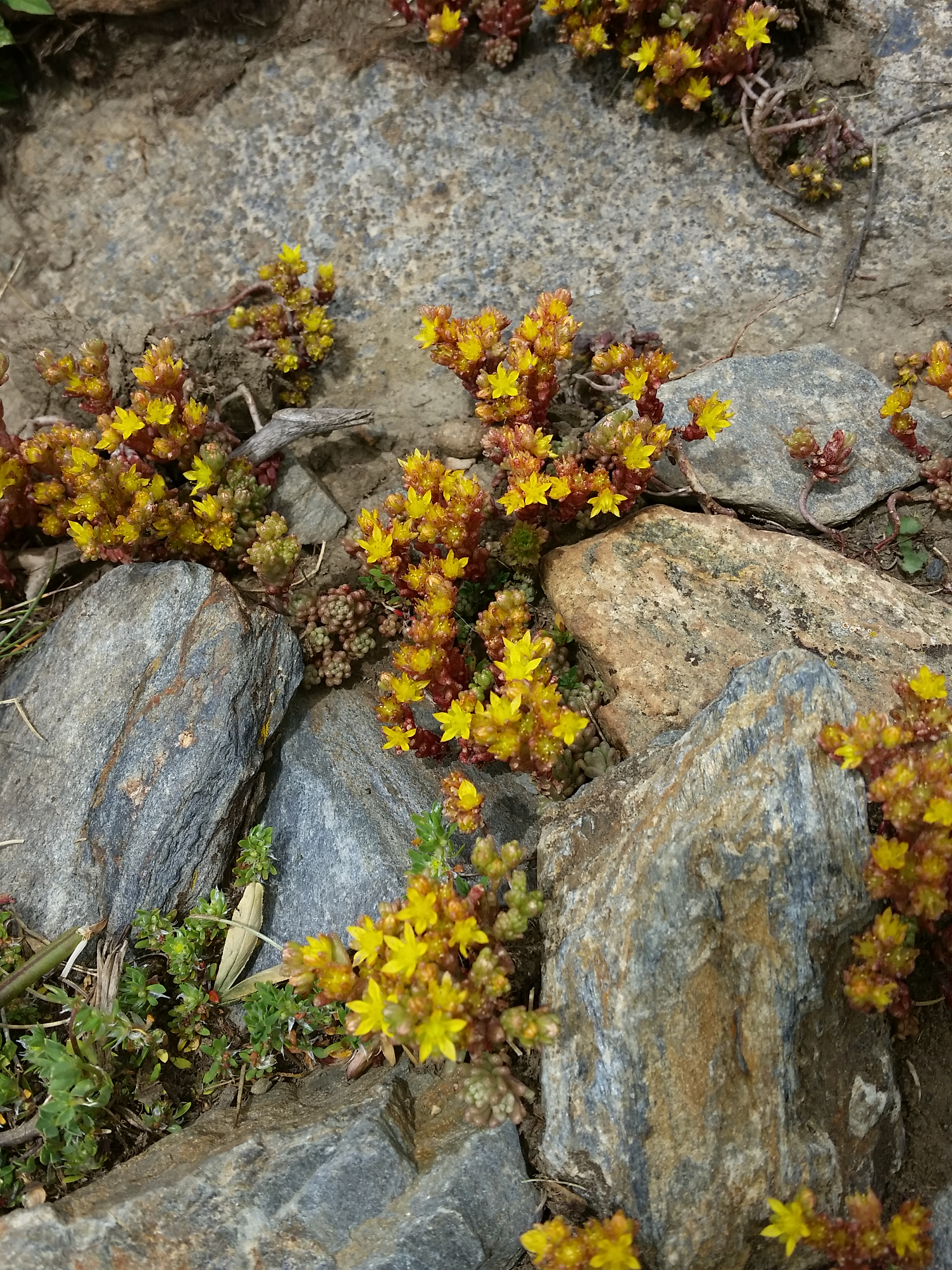
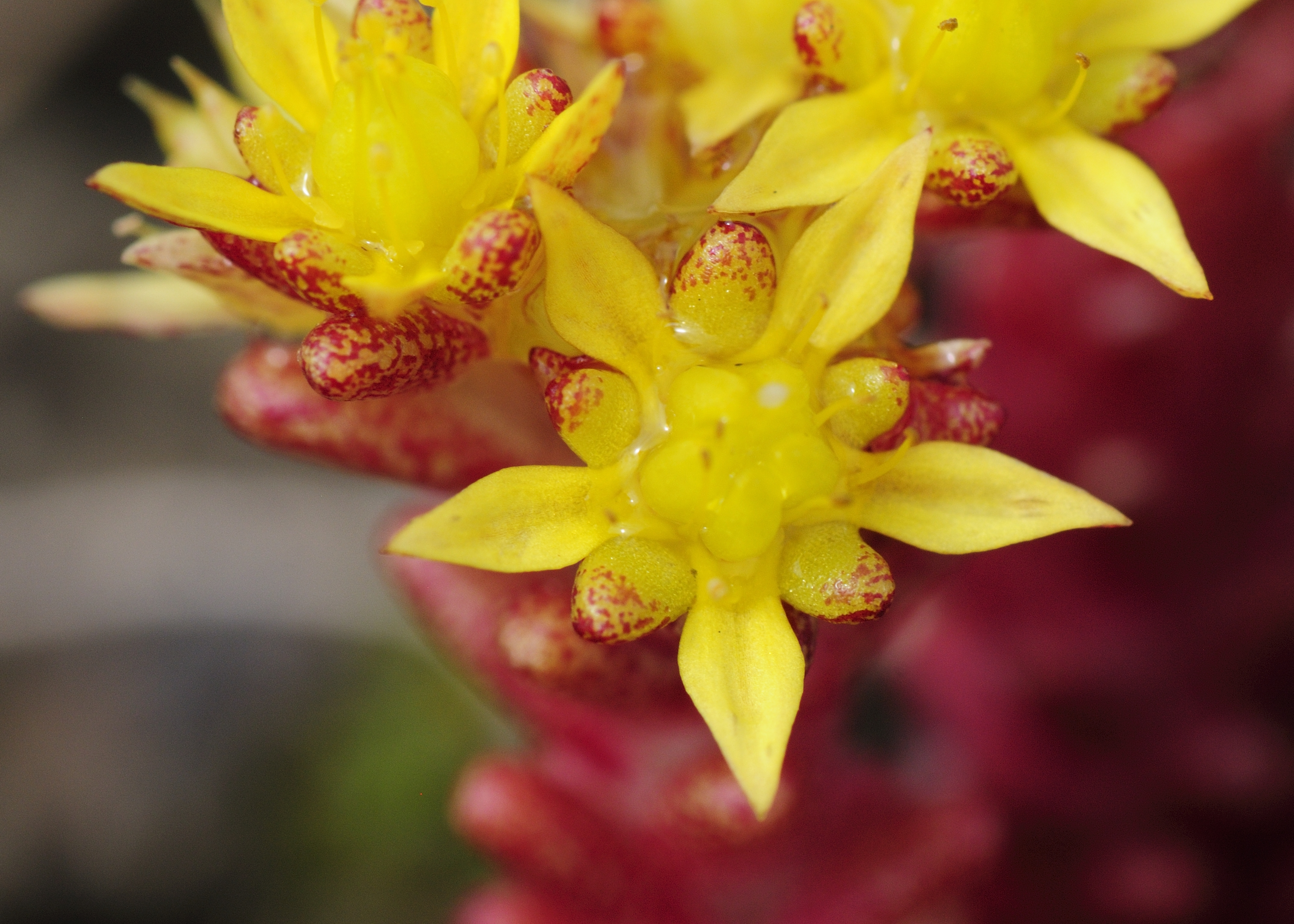
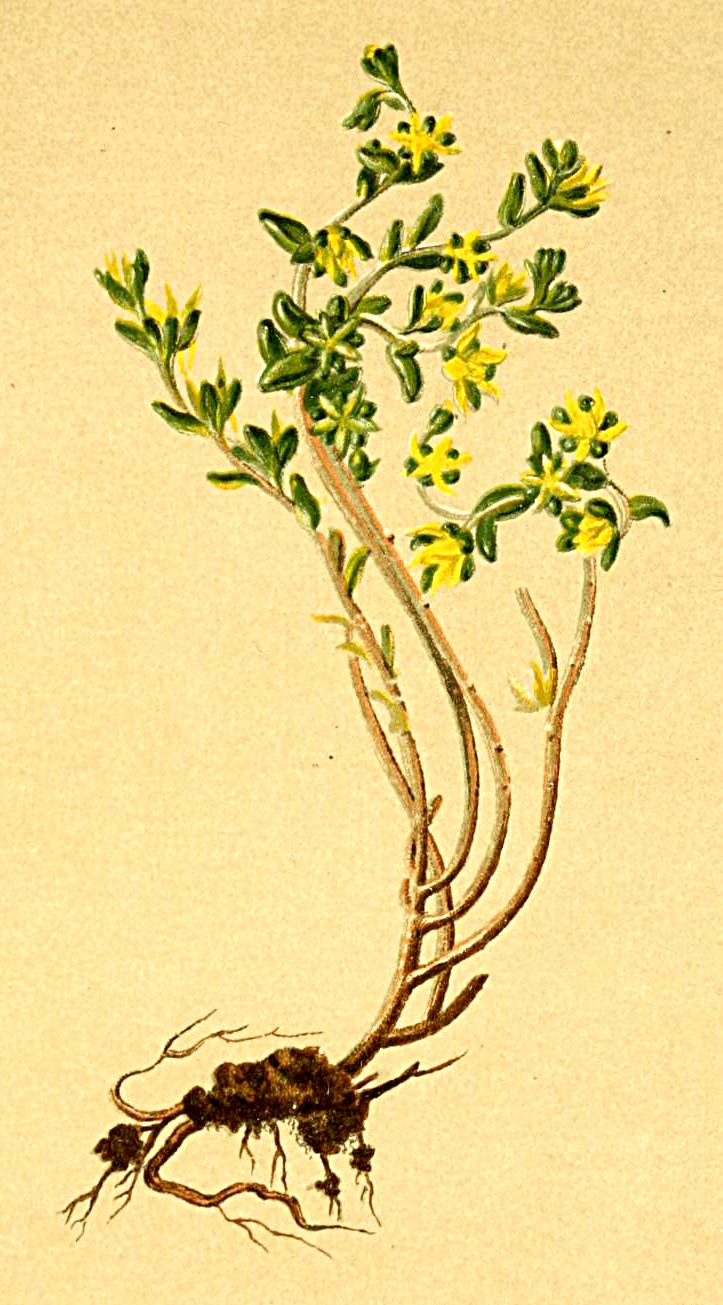